# Dippes Hof

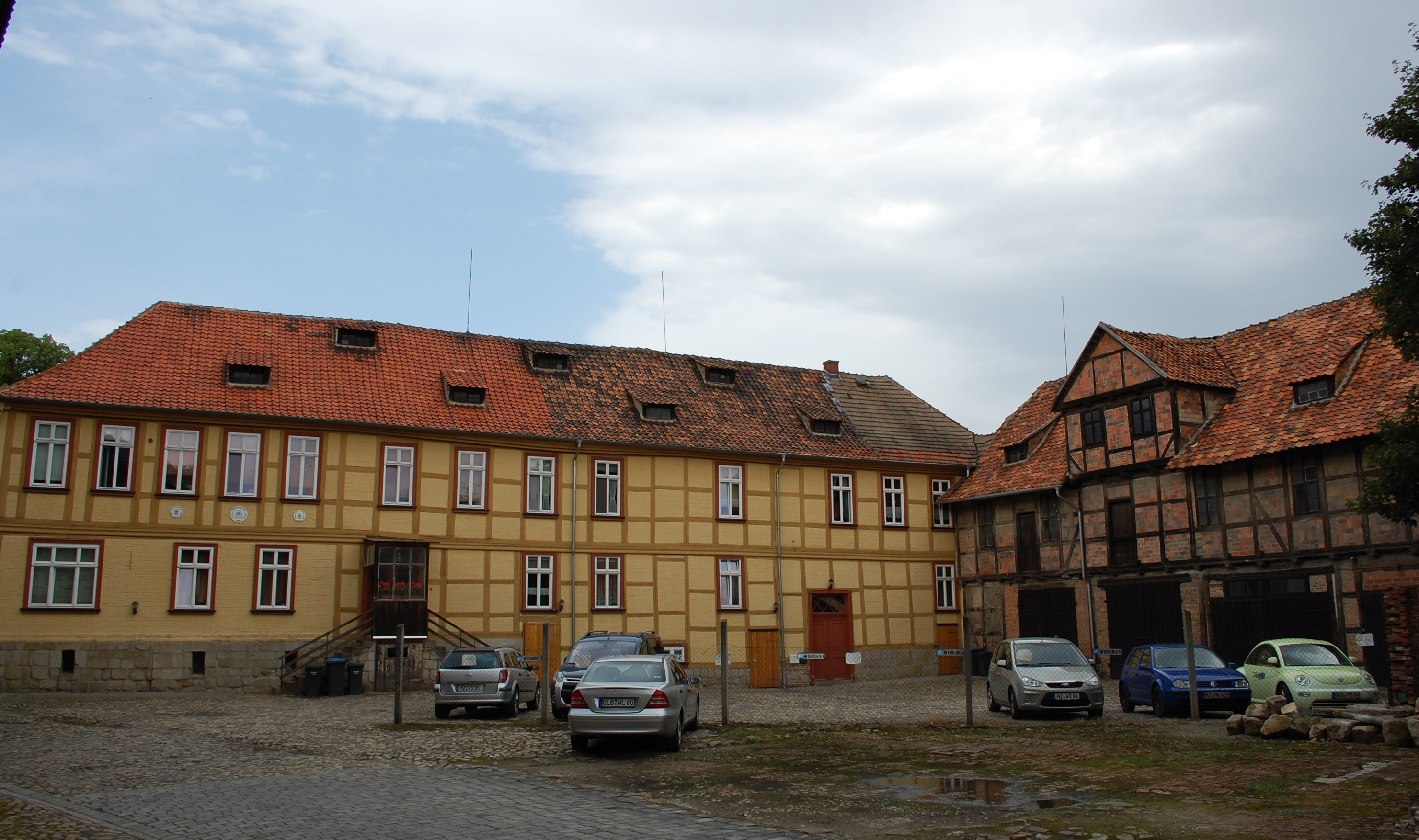
Dippes Hof, rechts ehemaliges Wohnhaus aus dem 17. Jahrhundert, links Neubau von 1761

Dippes Hof ist ein denkmalgeschützter ehemaliger Ackerbürgerhof in der Stadt Quedlinburg in Sachsen-Anhalt. Es ist im Quedlinburger Denkmalverzeichnis eingetragen und gehört zum UNESCO-Weltkulturerbe.

## Lage
Das Anwesen befindet sich südlich der historischen Quedlinburger Altstadt und erstreckt sich zwischen den Straßen Am Schiffbleek und Kaiser-Otto-Straße an den Adressen Am Schiffbleek 4 und Kaiser-Otto-Straße 10.

## Architektur und Geschichte
Ältestes Gebäude des sehr großen Hofs ist ein ursprünglich als Wohnhaus errichtetes Gebäude an der Nordwestecke des Grundstücks. Das Fachwerkhaus entstand in der zweiten Hälfte des 17. Jahrhunderts. Die Fassade ist mit Pyramidenbalkenköpfen verziert, die Gefache mit Zierausmauerungen versehen. 
1761 wurde westlich ein neues Wohnhaus angebaut. Das Bisherige wurde zum Speicher umgebaut. Der Neubau entstand ebenfalls in Fachwerkbauweise und verfügt über eine profilierte Gesimsbohle. Haustür und das Gebäudeinnere wurden 1897 im Stil des Historismus neugestaltet.
Entlang der nördlichen und südlichen Seite des Hofes ziehen sich langgestreckte Speichergebäude. Die als Fachwerkbauten ausgeführten Gebäude tragen Hechtgaupen.